# Biblioteca del Teatro Colón
La Biblioteca del Teatro Colón, situada en la Ciudad Autónoma de Buenos Aires, hospeda el acervo cultural del Teatro Colón. Fue fundada el 23 de julio de 1940 por el musicólogo Ernesto de la Guardia. Actualmente se encuentra dirigida por Alejandra Balussi. Cuenta con más de 7000 volúmenes, en su mayoría donaciones, que se encuentran en proceso de catalogación, de los cuales aproximadamente 2500 ejemplares están disponibles para su consulta en la sala de lectura.

## Historia
En el momento de su inauguración el intendente de la Municipalidad de Buenos Aires era de Arturo Goyeneche. Estuvo activa continuamente en funcionamiento hasta el año 2006, momento en el que se cierra el Teatro Colón por refacciones. El teatro reabre en el 2010, pero los distintos sectores comienzan a funcionar de forma gradual. Lo último que se reinauguró fue la biblioteca el 29 de junio de 2015.

## Características

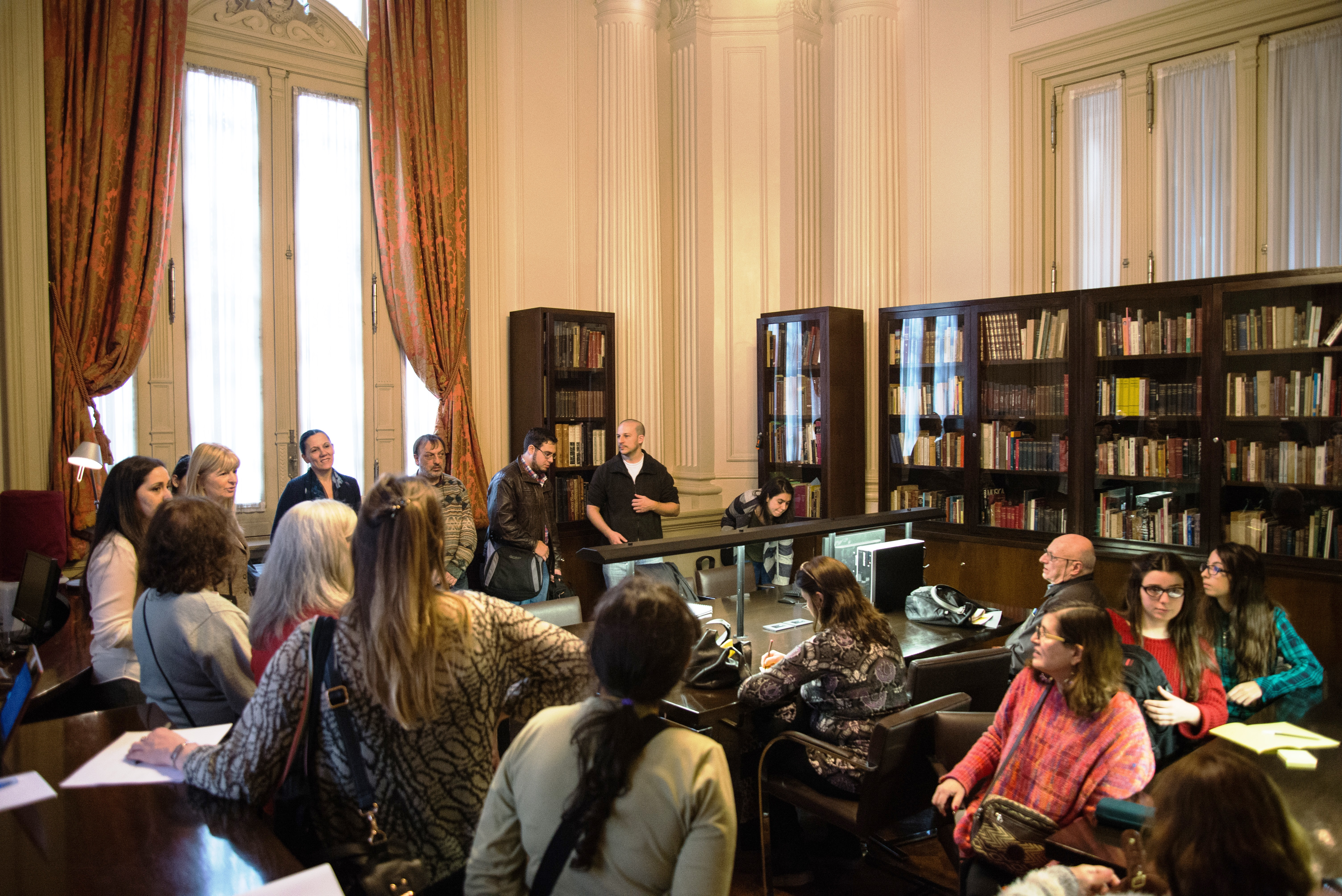
Biblioteca del Teatro Colón durante el Editatón Teatro Colón 2015. En la imagen se observa a quienes asistieron al evento.

Se accede a la sala desde la entrada sobre la calle Libertad 629, la biblioteca está ubicada a la izquierda del foyer principal. La entrada es gratuita y el horario de visitas es de lunes a viernes de 10 a 18 h. Para comunicarse con la institución el teléfono es 011-4378-7137.
El acervo se encuentra organizado en categorías, las más destacadas son danza, música, teatro, escena y piezas (partituras) y solamente se puede consultar los ejemplares dentro de la sala (se permite fotografiar los libros). Desde la sala de la biblioteca se puede acceder al Centro de documentación y museo (biblioteca digital) que cuenta con los programas de mano de las funciones realizadas en el teatro desde 1911 hasta la actualidad. Estos se encuentran clasificados en distintas secciones: ballet, música instrumental, música vocal y ópera entre otros. En un futuro estarán disponibles para su consulta en línea.
La biblioteca cuenta, además, con libros escritos en varios idiomas del siglo XIX en adelante.
Entre las obras más antiguas que poseen se encuentran el tomo II del Dictionnaire Historique des musiciens que data del 1811, el primer tomo de Les Instruments á Archet: Les feseurs, Les Joueurs D' Instruments de Antoine Vidal del año 1876; y la Biographie Universelle des musiciens escrita en 1878 por Isaac Fernández Blanco, quien fue violinista del teatro.
La causa por la que aún no se encuentran en sala para su consulta la totalidad de las obras es que, al ser un edificio histórico, no se permiten amurar ni modificar las paredes para agregar bibliotecas. La institución está construyendo un librario en el subsuelo que funcionará como depósito y que estará provisto de humectadores especiales para conservar los libros antiguos.